# Mercado de la Alfalfa (Sevilla)
El Mercado de la Alfalfa fue un mercado de compra-venta de animales, que se encontraba situado en pleno corazón de Sevilla, España. Situado en la plaza de su mismo nombre (plaza de la Alfalfa). Cada domingo (sólo en horario de mañana) surgía como el ave Fénix de las cenizas (lo que pasa con todos los mercados ambulantes, son fugaces) para goce y satisfacción de conocedores de su existencia y foráneos que “algo habían oído hablar”.

## Historia remota
En época árabe era la Alcaicer. Durante la Reconquista se utilizó como depósito de alimento de animales (alfalfa), por lo que fue rebautizada con el nombre que actualmente se le conoce, plaza de la Alfalfa. En 1410 se implanta un mercado de caza donde se exponía para la venta los productos de las frecuentes partidas de caza que se organizaban en la periferia y alrededores de la ciudad, se comerciaba con todo tipo de animales de granja y alguna pieza mayor (codorniz, perdiz, conejo, jabalí, venado...), debido a esta mercadería empezaron a llamarla como plaza de la Caza, conociéndose así hasta mediados del siglo XV que pasó a denominarse plaza de Ensaladeros por ubicarse en el mismo lugar un mercado de verduras.
Llegado el siglo XVI se utilizó como almacén de la carne que llegaba a Sevilla, convirtiéndose en la Carnicería Mayor de la Ciudad desde donde se repartía a los vendedores que la suministraban a los ciudadanos, hasta el año 1815 que a la venta de carne se le añadió la de verduras, cereales y otros productos alimenticios, comenzó a conocerse como plaza del Boquete. Al ocupar el gremio de esparteros una parte de la plaza, se le calificó la Espartería de la Alfalfa. Por motivos de la realeza y en honor al hijo de doña Isabel II, desde el 1852 se le pone por un brevísimo espacio de tiempo el nombre de plaza del Infante Don Fernando. Con la caída de la monarquía se llamó plaza de Mendizábal, siendo sustituido en 1937 por el de General Mola.
A pesar de las denominaciones por las que ha pasado, siempre ha sido conocida por el único nombre de plaza de la Alfalfa por los autóctonos, ese es el motivo que mueve al Ayuntamiento a titularla con ese nombre tan tradicional.

## Historia moderna
Estaba dedicado básicamente a la venta de mascotas y accesorios durante la mañana de los domingos. Se ubicó desde mediados del siglo XIX, exactamente desde el año 1852, en la plaza de la Alfalfa, por mandato del Ayuntamiento autorizando su establecimiento y regulando la venta de pájaros en dicha plaza, ante el peligro que suponía el paso del “puente de tablas” para acceder al barrio de Triana donde cada domingo se organizaba la venta de aves de corral y de pájaros canores (jilgueros, canarios, palomas y otros exóticos) con la condición de que siempre fueran animales vivos. Tuvo una gran acogida por los sevillanos de la época, vendedores de los barrios más castizos de la ciudad, Triana y Macarena, acudían a negociar con sus animales, pasado el tiempo y habiéndose corrido el rumor de su existencia, también se acercaban a vender gente de los municipios periféricos de la ciudad a principios del siglo XX.
La posesión de pájaros como mascota de compañía no es costumbre sólo de mediados del siglo XIX, viene desde muy atrás, desde la época árabe, a los que les gustaba tener sus jardines a rebosar de aves para recreo y disfrute. El hábito pudo más que las conquistas históricas, llegando a las “casas de vecinos” y los “corrales” la tradición de contar con numerosas aves formando parte de las familias, algunas de las cuales solían venderlas en las calles y tabernas de la ciudad, una de éstas calles se hizo famosa por los animales que tenía, pasando a llamarse desde ese tiempo “Pajaritos” (nombre que aún persiste), allí había una taberna donde por un precio asequible se podía adquirir un buen pájaro cantor.
Está considerado el mercado más antiguo de este tipo de Europa. En sus últimos tiempos la variedad de animales que se podía encontrar era enorme, desde los animales más comunes, hasta los más exóticos, aunque también se ponían a la venta accesorios, alimento, y toda clase de utensilios para un buen mantenimiento y cuidado de las mascotas.

## Compra-venta
La compra-venta de aquellos tiempos con la actual no ha cambiado prácticamente, todo se hace casi de la misma manera, existiendo desde siempre el regateo y acordando un precio final donde cada uno saca el beneficio que cree oportuno y todos quedan satisfechos.
La mercadería siempre fue la misma hasta llegado el año 1960 donde empiezan a añadirse otros tipos de animales como perros, conejos, peces, tortugas y otros que no podían calificarse de mascota siquiera, también hubo quien empezó a llevar tinajas, botijos, dulces y otras raíces comestibles, hasta llegaron a comerciar con aparatos caseros, electrodomésticos, revistas, y algún utensilio de vestir. Eso lleva al Ayuntamiento a tomar medidas para tratar de volver a hacer de la Alfalfa el mercadillo que siempre fue de compra-venta de animales de compañía y corral.

## El ocaso
En otoño de 2005 ha podido llegar el final de su existencia por la posible aparición de brotes de la gripe aviar. Una orden de la Comunidad Europea prohibiendo las concentraciones de aves en espacios libres de cualquier tipo que afecta a este mercadillo, unido a otras quejas por parte de algunos vecinos que denuncian ruidos y altercados puntuales, han impulsado al Ayuntamiento a la prohibición definitiva del mercadillo. Según unos debiera ser un cierre temporal y según otros su extinción definitiva. La opinión de los vecinos no es unánime y hay tanto detractores como defensores de la celebración del mercadillo.
Tras la alarma inicialmente suscitada por la gripe aviar, y con la debida regulación de la actividad, es de esperar que las aguas vuelvan a su cauce y se reanude la celebración dominical de este popular mercadillo.
Desde que fuera desmantelado de su ubicación en la Plaza de la Alfalfa, se puede visitar en lo que antiguamente era el acceso a los teleféricos de la Expo 92, junto al río Guadalquivir.
En esta nueva ubicación esta terminantemente prohibida la venta de aves, discriminando a un colectivo tan grande como son los ornitólogos.
Muchas voces se han levantado exigiendo al ayuntamiento recuperar el mercadillo de aves de la Alfalfa donde tantas mañanas se ha podido disfrutar admirando esas joyas aladas.

## Otros mercadillos
Otros mercados de Sevilla capital de renombre y con solera son los que se encontraban en la Alameda (los domingos) y el famoso “Jueves”, que todos esos días de la semana toman la calle Feria para realizar sus ventas de todo tipo de objetos, legales o ilegales, los cuales no se encuentran sometidos a las restricciones legales de los mercados de animales.